# Berylmys manipulus
Berylmys manipulus es una especie de roedor de la familia Muridae.

## Distribución geográfica
Se encuentra sólo en la India y Birmania.